# Plymouth Model PA
Plymouth Model PA – samochód osobowy wyprodukowany pod amerykańską marką Plymouth w latach 1930−1931.

## Galeria

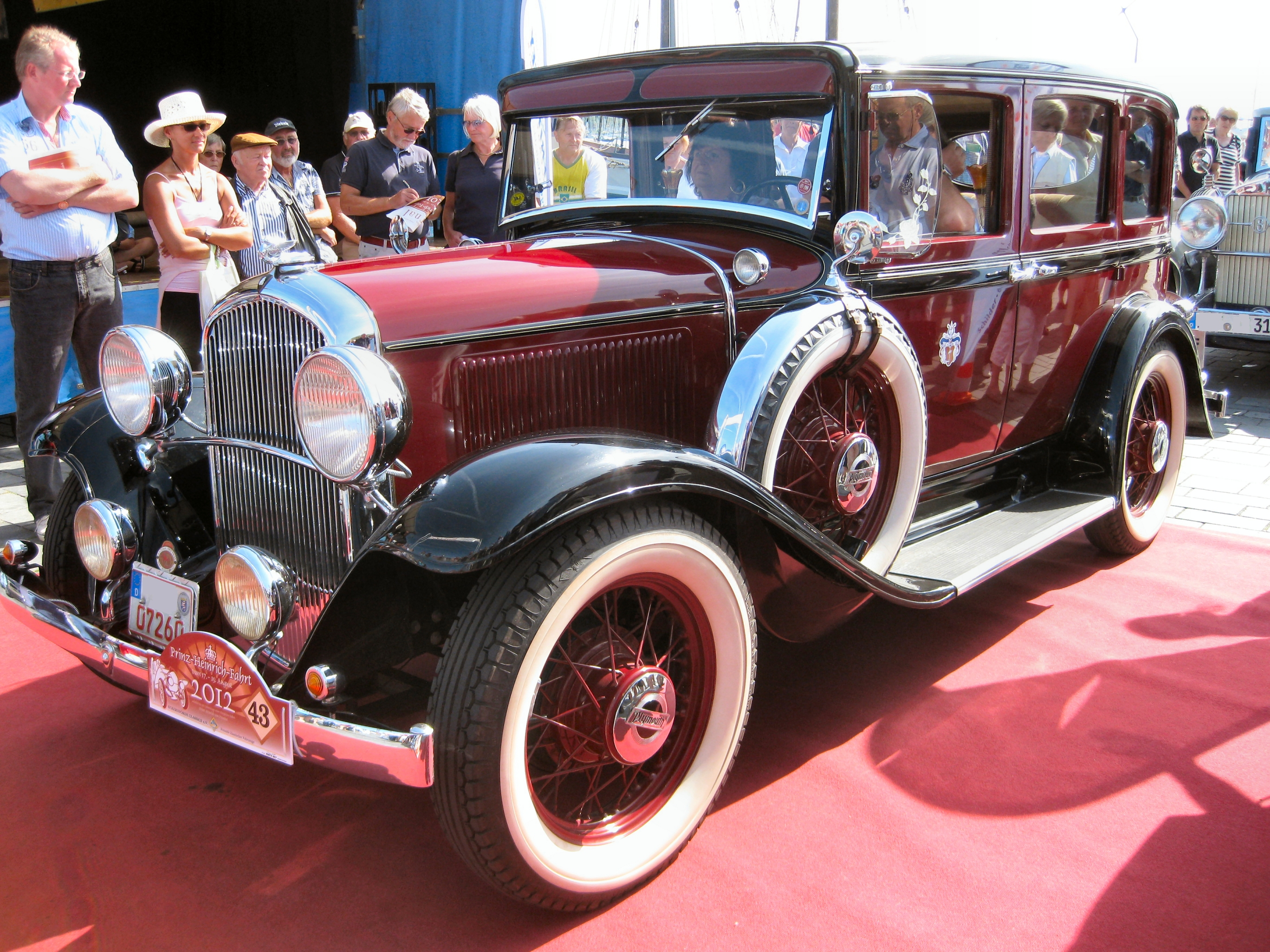
Plymouth Model PA Sedan
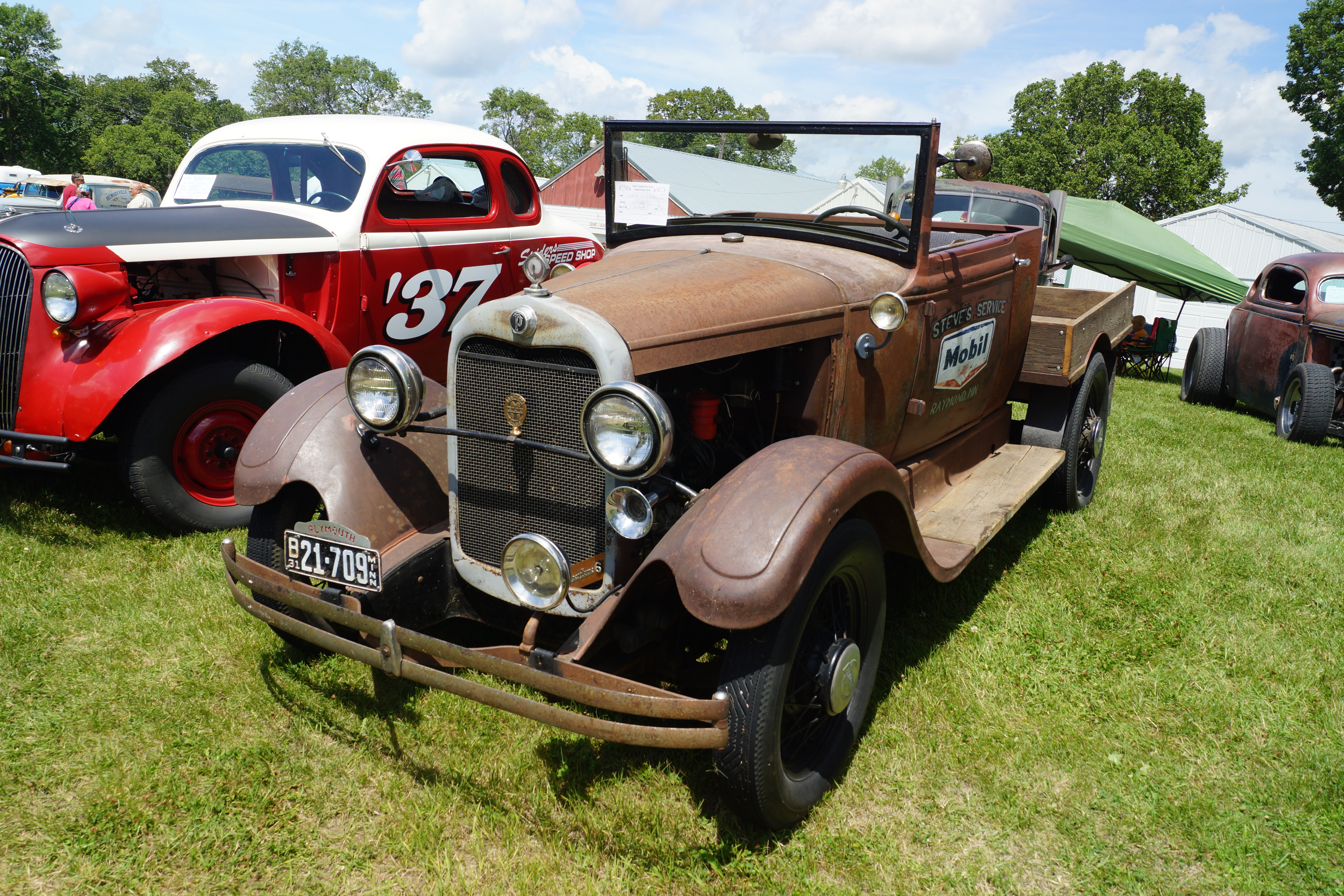
Plymouth Model PA Roadster